# スヴィリリスク
スヴィリリスク / スヴェリレスク（ロシア語: Свирильск / Сверилеск）は、チェルニゴフ公国に属したキエフ・ルーシ期の都市（ゴロド）である。現存せず、所在地も明確には不明である。
スヴィリリスクは同名のスヴィリリスク川沿いにあったと記録されているが、現在のどの川に当たるかは不明である。ただし帝政ロシア期のN.ナデジン(ru)、K.ネヴォリン(ru)は、モスクワ川支流のセヴェルカ川(ru)とセヴェルスコエ村(ru)を同地と推測しており、セヴェルスコエ村の地下1m地点の地層からは12 - 17世紀の村落跡(ru)が発見されている。